# Вибухові речовини

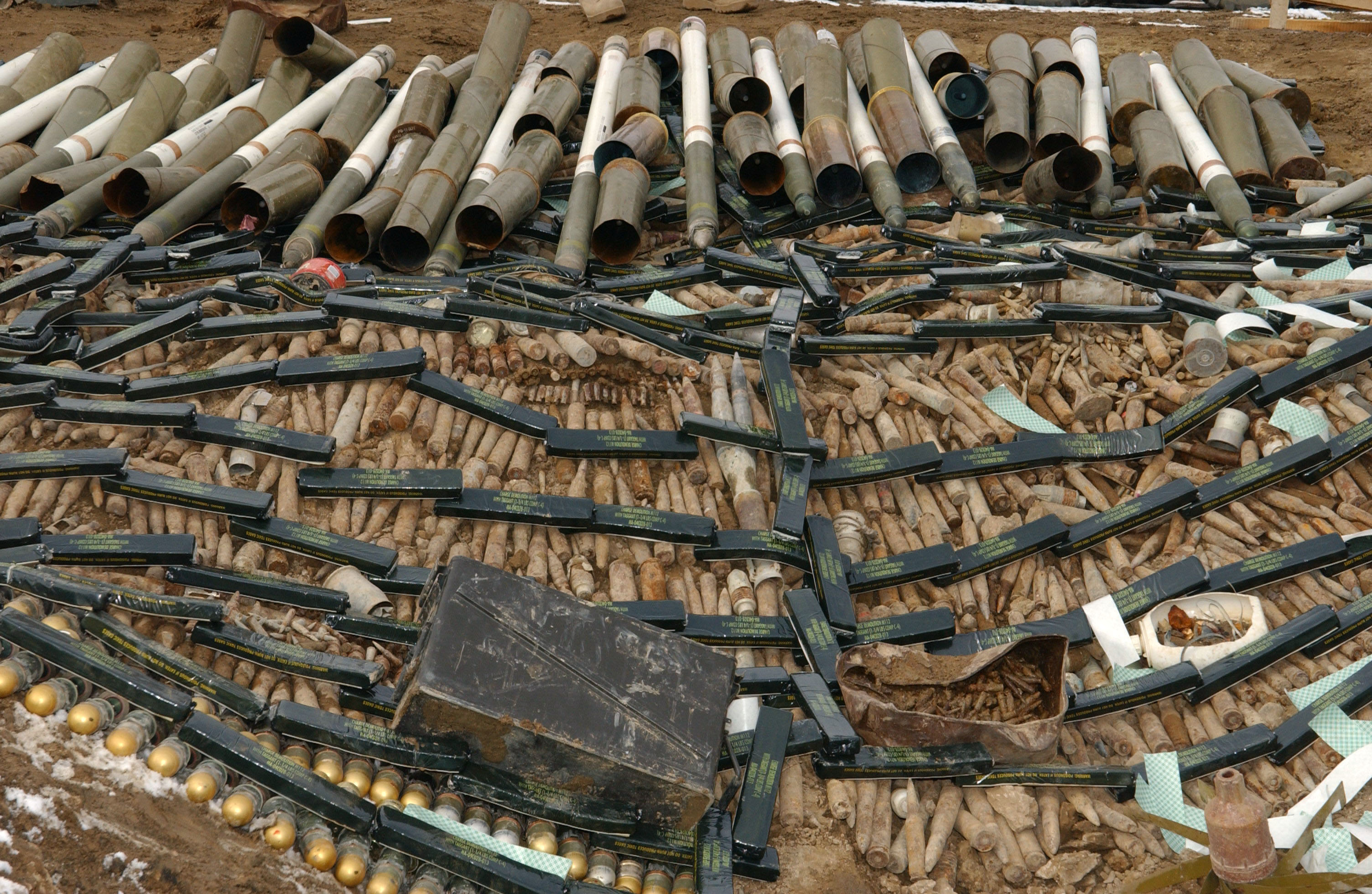
1,25-фунтові заряди знищення M112, до складу яких входить вибухова речовина C-4, на купі списаної зброї, призначеної для знищення.

Вибухо́ві речови́ни (ВР) — хімічні сполуки або механічні суміші речовин, здатні під впливом зовнішньої дії (початкового імпульсу) до швидкого самопоширюваного хімічного перетворення (вибуху) з виділенням великої кількості теплоти та утворенням газів, здатних спричиняти руйнування і переміщення навколишнього середовища. Ця реакція, після започаткування у якійсь точці (від нагрівання, удару, тертя, вибуху іншої ВР тощо), поширюється по заряду передаючи енергію від шару до шару через процеси тепло- та масоперенесення (горіння) або ударної хвилі (детонація). Швидкість поширення горіння у різних ВР коливається від часток мм/с до сотень м/с, швидкість детонації може перевищувати 9 км/с. Важливою характеристикою ВР є стійкість, тобто здатність не змінювати свої властивості при тривалому зберіганні.
Вибухові речовини використовують у зброї, будівництві, гірництві тощо. Знаходять застосування вибухові речовини і у наукових дослідженнях як простий та зручний засіб отримання високих температур, великих швидкостей та надвисоких тисків.

## Загальна інформація
Вибуховими можуть бути речовини або суміші будь-якого агрегатного стану. Широке застосування в гірничій справі дістали так звані конденсовані ВР, які характеризуються високою об'ємною концентрацією теплової енергії.

## Роботоздатність ВР
Роботоздатність вибухової речовини — здатність продуктів детонації ВР виконувати роботу при їхньому розширенні. Величина роботоздатності ВР пропорційна роботі адіабатного розширення продуктів вибуху. Практично відносну роботоздатність ВР оцінюють за лункою викиду, за величиною розширення каналу в свинцевій бомбі (проба Трауцля) при вибуху стандартного заряду ВР (див. проба ВР), або за величиною відхилення балістичного маятника. Про роботоздатність, виражену в одиницях роботи, судять за кутом відхилення балістичної мортири. Критерієм відносної роботоздатності вибухових речовин можуть бути також величини тротилового еквівалента, обчислені за відповідними формулами або за експериментальними вимірами параметрів повітряних ударних хвиль (імпульс фази стиску хвилі або надлишковий тиск на її фронті).

## Класифікація вибухових речовин
Розрізняють три основні групи вибухових речовин, що знайшли практичне застосування:
- метальні ВР — це різні види порохів;
- бризантні ВР — речовини, що вибухають під впливом ініціюючих вибухових речовин та здатні дробити, руйнувати предмети, що стикаються з ними;
- ініціюючі (первинні) ВР — високочутливі до зовнішньої дії; вибух цих речовин детонує бризантні та метальні вибухові речовини.

### І група. Метальні ВР або порохи

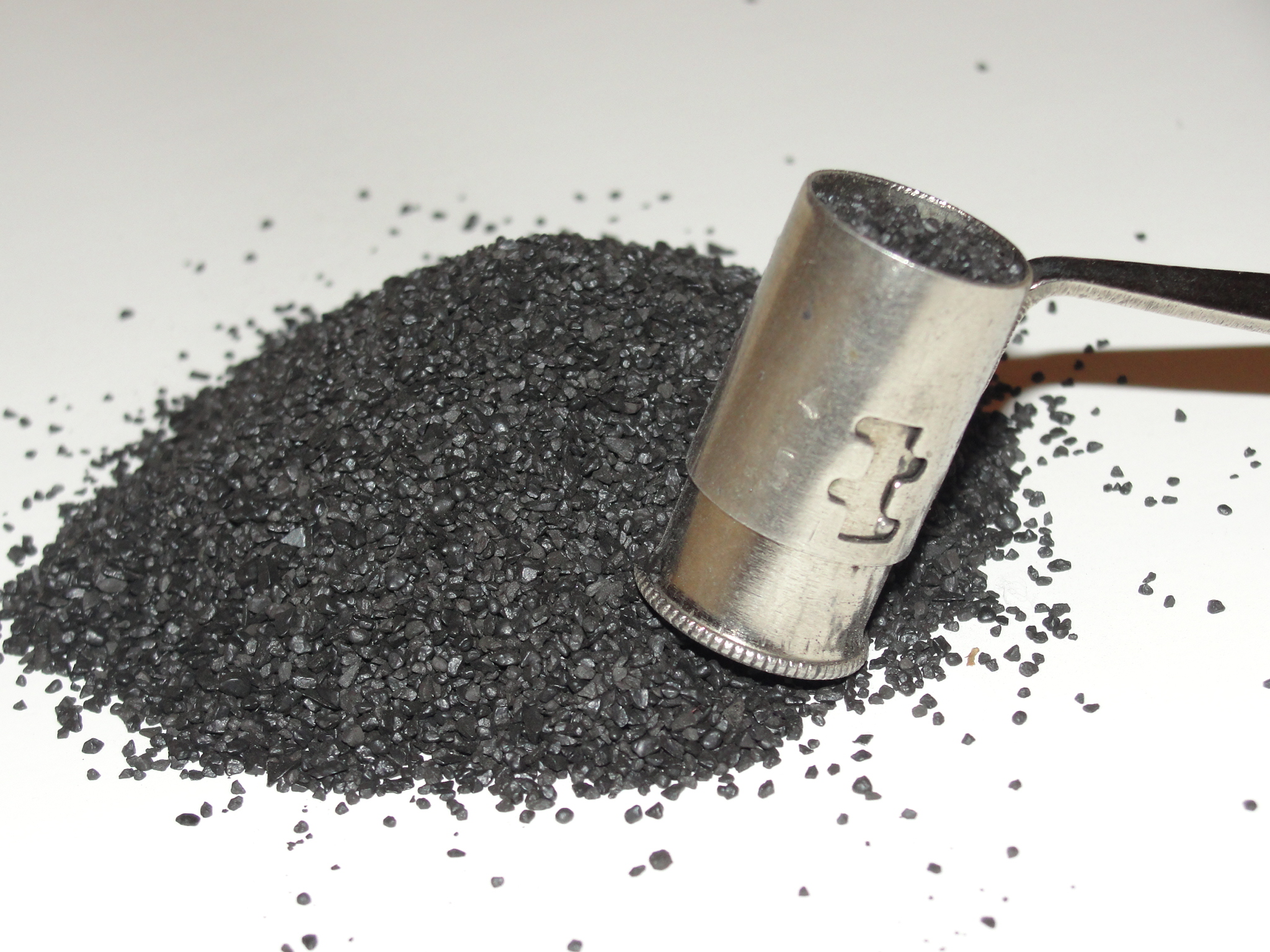
Димний (чорний) порох і дозатор

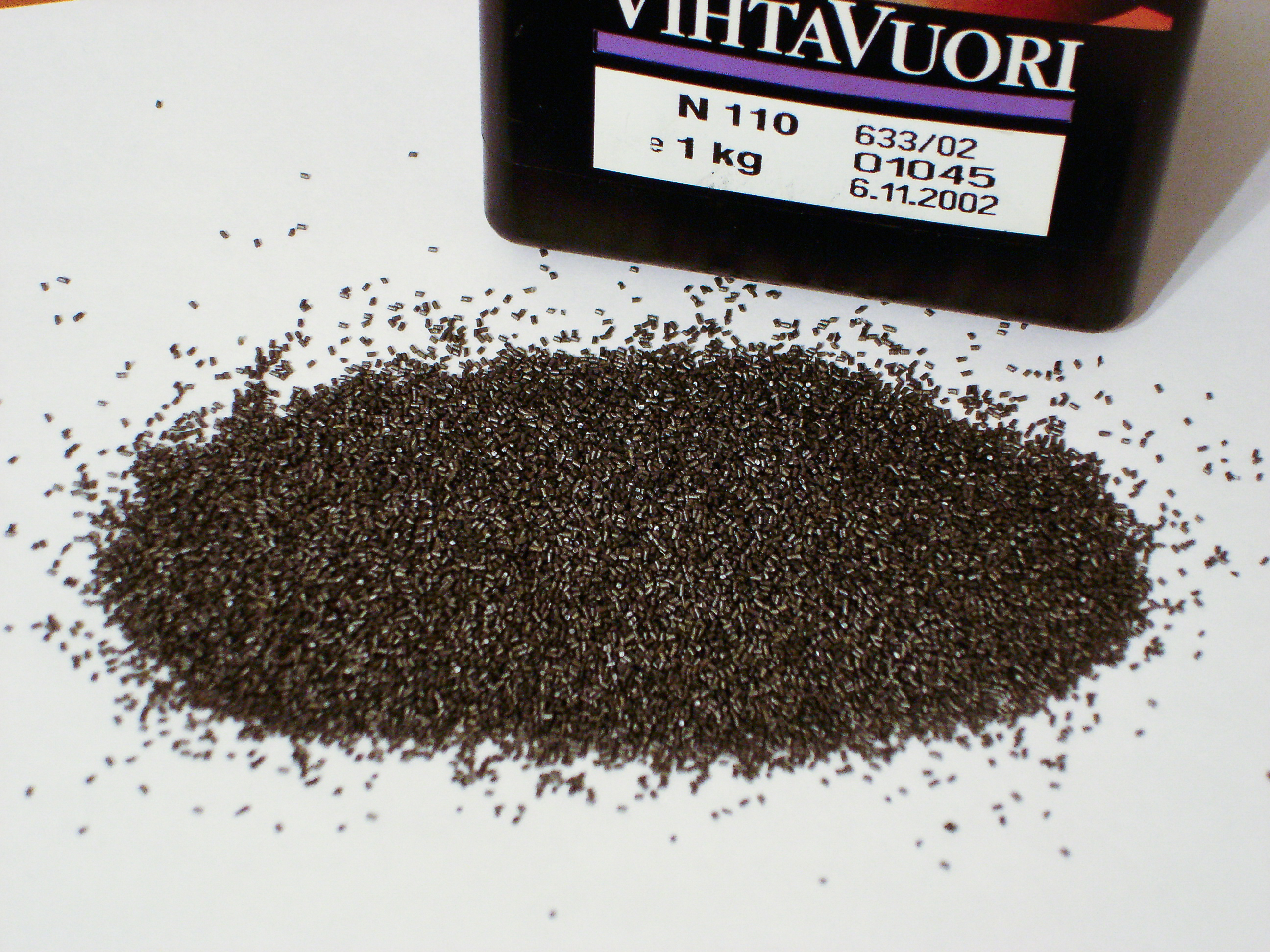
Нітроцелюлозний (піроксиліновий) бездимний порох N110

До цієї групи належать речовини, що характеризуються швидким горінням і здатні розігнати до значної швидкості кулю або снаряд у каналі ствола вогнепальної зброї. З часів Другої світової війни порохи застосовуються й для урухомлення реактивних снарядів.
Метальні ВР або порох, поділяються на такі класи:
1 клас Механічні суміші
До механічних сумішей належить димний або чорний порох та інші суміші аналогічного призначення, наприклад, суміші з нітратом натрію (натрієвою селітрою).
Димний порох з кінця XIX століття уже не використовується в артилерії для стрільби. Однак він знайшов застосування у військовій справі для виготовлення запальників порохових зарядів, як вибивний заряд шрапнелей, для запресування у дистанційні кільця, для виготовлення вогнепровідного шнура та інших цілей. Порохи на натрієвій селітрі у військовій справі вийшли з ужитку через значну гігроскопічність. До класу сумішей належать також так звані селітровугільні додатки, тобто суміші нітрату амонію (аміачної селітри) з вугіллям, що використовувались у Першу світову війну як часткова заміна бездимного пороху у порохових зарядах.
2-й клас Колоїдні або бездимні порохи
Бездимні порохи використовуються переважно як метальні заряди для різних видів вогнепальної зброї. Вони являють собою піроксилін (нітроцелюлоза), желатинований тим чи іншим розчинником.
Залежно від природи розчинника колоїдні порохи поділяються на дві категорії:
1. Піроксилінові порохи, що виготовляються з використанням леткого розчинника, котрий значною мірою видаляється з пороху у наступних фазах його виробництва.
2. Порохи на малолеткому чи нелеткому розчиннику, що повністю залишається у поросі.

### ІІ група. Бризантні або подрібнювальні вибухові речовини
Для речовин цієї групи переважним видом вибухового перетворення є детонація; вони використовуються для спорядження розривних снарядів (призначених для руйнівних цілей або ураження осколками живої сили ворога) та для підривних чи вибухових робіт. У ядерних боєприпасах бризантні вибухові речовини використовуються в зарядах, призначених для переведення ядерного пального у надкритичний стан. Бризантні ВР, що застосовуються у промисловості, називають промисловими ВР. В авіаційних системах піроавтоматики бризантні вибухові речовини використовуються для аварійного відділення кабін, вибухового відкидання лопатей гвинтів вертольотів тощо.
Бризантні ВР поділяються на такі класи:
1-й клас Азотнокислі ефіри вуглеводів або спиртів та вибухові речовини на їх основі. До цього класу належать такі речовини
1. Азотнокислі ефіри вуглеводів; основним представником цих ВР є піроксилін (наприклад, C24H29O9(ON)2)11);
2. Азотнокислі ефіри спиртів:

- нітрогліцерин (1,2,3-тринітроксіпропан) C3H5(ONO2)3; використовується у виробництві нітрогліцеринових порохів та динамітів;
- нітрогліколь (етиленглікольдинітрат, ЕГДН) C3H4(ONO2)2; використовується для виробництва вибухових речовин типу динамітів;
- тетранітропентаеритрит (ТЕН) C(CH2ONO2)4; призначений для спорядження протитанкових снарядів, детонаторів, капсулів-детонаторів та детонаційного шнура.

Вибухові речовини на основі азотнокислих ефірів (динаміти, нітрогліцеринові та нітрогліколеві); застосовуються для військово-інженерних (підривних) робіт та для промислових вибухових робіт.
2-й клас Нітросполуки.
Нітросполуки є найголовнішим класом бризантних ВР і застосовуються для спорядження артилерійських снарядів, авіабомб, протитанкових та протипіхотних мін, ручних гранат та інших боєприпасів. До основних речовин цього класу ВР, які знайшли широке використання належать:
1. Тринітротолуол (ТНТ, тротил, тол) CH3C6H2(NO2)3;
2. Тринітроксилол, (ксилил, ксиліт, TNX) (CH3)2H(NO2)3;
3. Динітробензол C6H4(NO2)2;
4. Динітронафталін C10H6(NO2)2;
5. Пікринова кислота (2,4,6-тринітрофенол) C6H2(OH)(NO2)3; лита пікринова кислота називається мелінітом;
6. Пікрат амонію (англ. dunnit, данніт) C6H2(ONH4)NO2)3 — одна з перших бризантних вибухових речовин, які почали застосовуватися в XIX столітті для спорядження боєприпасів. Пікрат амонію менше чутливий до удару, ніж пікринова кислота, й не має схильності до утворення з металами вибухонебезпечних солей;
7. 2,4,6-тринітрофенілметилнітроамін (тетрил, нітрамін, тетраліт) C6H2(NO2)3N(CH3)(NO2) — використовується для виготовлення детонаторів і проміжних детонаторів;
8. Циклотриметилентринітротриамін (гексоген) C3H6N3(NO2)3 — має високу питому енергію та швидкість детонації;
9. Гексанітродіфенидамін (гексил) NH[C6H2(NO2)3]2.

3-й клас Вибухові суміші
Вибухові суміші належать до так званих сурогатних вибухових речовин (характеризуються пониженою стійкістю і порівняно коротким терміном зберігання до 2-3 років). До них належать нітратноамонієві вибухові речовини, хлоратні й перхлотатні вибухові речовини (хлоратити й перхлоратити), оксиліквіти й інші суміші з рідкими окиснювачами.
Нітратноамонієві вибухові речовини є найважливішою категорією класу вибухових сумішей.
Лише застосування цих вибухових речовин дозволило вирішити під час двох світових воєн задачу забезпечення армій вибуховими речовинами у величезних обсягах при малій у порівнянні з чистими нітросполуками вартості.
Основним компонентом цих речовин є нітрат амонію (аміачна селітра). Відомі ВР цього класу:
1. Амотол 80/20 (амоніт), що складається з 80 % нітрату амонію й 20 % тротилу, застосовується у великих кількостях в шахтах і кар'єрах а також, для спорядження артилерійських та мінометних снарядів, авіабомб, ручних гранат та інших боєприпасів. Застосовувались також амотоли 50/50 та 60/40;
2. Абеліт — суміш, що складається з нітрату амонію, динітробензолу й кухонної солі. Використовується в гірництві як вибухівка для дробіння.
3. Шнейдерит 78/22 та 88/12 складається з 78 або 88 вагових частин нітрату амонію і відповідно 22 або 12 вагових частин динітронафталіну;
4. Громобій — складається з 72,5 % нітрату амонію та 27,5 % пікрату амонію.

Пікринову кислоту не можна змішувати з нітратом амонію, оскільки вона з ним взаємодіє з утворенням азотної кислоти та пікрату амонію, використання ж пікрату амонію дозволяє використовувати пікринову кислоту для приготування нітратноамонієвих вибухових речовин.
Вибухові речовини на основі рідких окиснювачів. До цієї категорії вибухових сумішей належать оксиліквіти й суміші на основі двоокису азоту або концентрованої азотної кислоти. Оксиліквіти представляють собою насичені рідким киснем патрони з горючого компонента-поглинача.

### ІІІ група. Ініціювальні (первинні) вибухові речовини
Ініціювальні ВР характеризуються тим, що вони вибухають від простих видів зовнішнього впливу — спрямованого полум'я, наколювання, тертя, причому здатні викликати вибух (детонацію) бризантних вибухових речовин.
Характерною відмінністю ініціювальних ВР, що застосовуються для детонування бризантних ВР, є короткий період часу наростання швидкості детонації.
Бризантні вибухові речовини іноді називають вторинними, на відміну від первинних, ініціювальних вибухових речовин. Ця відмінність полягає у тому, що вторинні ВР в умовах їх застосування не завжди можуть бути гарантовано приведені у дію простим зовнішнім впливом (полуменевим променем, наколюванням, тертям тощо).
Найважливішими представниками ініціювальних вибухових речовин є:
1. Гримуча ртуть Hg(ONC)2 — ртутна сіль гримучої (фульмінової) кислоти CNOH (застосовується у капсулях-детонаторах та капсулях-запальниках, є найчутливішою ініціювальною вибуховою речовиною);
2. Азид свинцю PbN6 — свинцева сіль азотисто-водневої кислоти HN3 (використовується в капсулях-детонаторах і електродетонаторах з 1907 року);
3. Тринітрорезорцинат свинцю, або скорочена назва ТНРС (тенерс) C6H(O2Pb)(NO2)3·H2O (використовується для покращення запалювальних властивостей у капсулях-детонаторах та капсулях запальниках);
4. Тетразен C2H6N10·H2O (використовується в капсулях наколювальної дії з метою підвищення чутливості азиду свинцю чи тринітрорезорцинату свинцю).

У військовій справі та промисловості крім спорядження капсулів-детонаторів та капсульних втулок ініціювальні вибухові речовини застосовуються при виготовленні запальних трубок, різноманітних електрозапальників, артилерійських та підривних капсулів-детонаторів, електродетонаторів тощо. Вони використовуються також в різних засобах піроавтоматики: пірозарядах, піропатронах, пірозамках, піроштовхачах, піромембранах, піростартерах, катапультах, розривних болтах та гайках, пірорізаках, самоліквідаторах тощо.

### Інші класифікації
ВР також розрізняють за:
- сприйнятливістю до зовнішніх впливів;
- хімічним складом;
- фізичним станом;
- умовами застосування.

За сприйнятливістю до зовнішніх впливів бризантні ВР поділяють на первинні і вторинні. До первинних відносять ВР, здатні вибухати в невеликій масі при підпаленні (швидкий перехід горіння в детонацію). Вони також значно чутливіші до механічних впливів, ніж вторинні. Детонацію вторинних ВР викликають ударно-хвильовим впливом за допомогою невеликої маси первинних ВР, вміщених в капсуль-детонатор. Тому первинні ВР називають також ініціюючими.
За хімічним складом ВР поділяють на індивідуальні сполуки і вибухові суміші (див. також токсичність вибухових речовин).
До індивідуальних вибухових речовин, що є хімічними сполуками, належать нітросполуки, зокрема ароматичного ряду (наприклад, тринітротолуол, тринітрофенол), ефіри та солі азотної кислоти (нітрогліцерин, піроксилін, нітрат амонію) тощо.
Найпоширеніші вторинні індивідуальні ВР — азотовмісні ароматичні, аліфатичні і гетероциклічні органічні сполуки, зокрема нітросполуки (тротил, тетрил, нітрометан), нітроаміни (гексоген, октоген), нітроефіри (нітрогліцерин, нітрогліколі, нітроклітковина, ТЕН).
З неорганічних сполук до ВР належить аміачна селітра.
Найпоширенішим видом бризантних вибухових сумішей є ВР, що містять як окиснювач нітрат амонію (амоніти, амотоли, амонали) та суміші індивідуальних ВР, наприклад, динаміт. Суміші тротилу з гексогеном або ТЕНом (пентоліт), найпридатніші для виготовлення шашок-детонаторів. Крім вказаних компонентів, в залежності від призначення ВР в них можуть вводитися й інші речовини для надання ВР певних експлуатаційних властивостей, наприклад, сенсибілізатори, що підвищують сприйнятливість до ініціювання, або, навпаки, флегматизатори, що знижують чутливість до зовнішніх впливів; гідрофобні добавки — для надання ВР водостійкості; пластифікатори, солі-гасителі полум'я — в запобіжних ВР.
За фізичним станом ВР класифікують на порошкоподібні, гранульовані, пресовані, литі, пластичні, текучі.
За умовами застосування ВР поділяють на:
- незапобіжні для висадження тільки на земній поверхні (клас І),
- незапобіжні для висадження на земній поверхні і у вибоях шахт, в яких відсутнє виділення горючих газів і пилу або застосовується інертизація привибійного простору (клас ІІ),
- запобіжні — допущені в шахти і підземні рудники з пилогазовим режимом (класи III—VII).

## Безпека

Попереджувальний знак вибухових речовин

Знак 3.13 ПДР, який забороняє рух транспортних засобів, що перевозять вибухівку

Робота з вибуховими речовинами, їхнє зберігання й транспортування вимагають суворого дотримання правил техніки безпеки. Право власності на вибухові речовини, їхнє виробництво та використання регламентується законодавством відповідної країни. При транспортуванні вибухові речовини відповідно маркуються.

## Чутливість вибухових речовин
Це міра сприйнятливості ВР до певних видів зовнішнього впливу (імпульсу). Залежить від властивостей ВР, її стану (порошкоподібна, ґранульована, лита і т.і.), температури, вологості і т. д. Розрізняють чутливість до механічної дії (удар і тертя) і теплових впливів (нагрівання), іскрового розряду (розряд статичної електрики), до ударно-хвильового імпульсу (ударна хвиля, первинні засоби ініціювання). Мірою Ч. служить величина імпульсу початкового, яка визначається т-рою спалаху ВР, мінімальною відстанню передачі детонації від бойка до заряду, масою проміжного детонатора тощо Ч. характеризує ступінь безпеки поводження з ВР і залежить від її хімічної структури, фізичних властивостей.

## Вибухові речовини у гірництві

### Подрібнююча властивість ВР
Подрібнююча властивість вибухової речовини (ВР) — властивість ВР руйнувати під час вибуху певний об'єм навколишньої гірської породи, здійснюючи при цьому необхідне роздроблення.
Питома енергія заряду вибухової речовини — розрахункова енергія заряду вибухової речовини, що припадає на 1 м³ гірського масиву, який підлягає руйнуванню. Виражається у Дж/м³.

## Проба ВР
Проба ВР(рос. проба ВВ, англ. test of explosives, нім. Sprengstoffprobe f) — спосіб дослідження вибухових речовин (ВР), який дозволяє визначити їх вибухові характеристики. Розрізняють пробу ВР: на бризантність, на подрібнюваність ВР, на працездатність ВР (проба Трауцля).

## Нормативні документи
- НПАОП 0.00-1.66-13 Правила безпеки під час поводження з вибуховими матеріалами промислового призначення [Архівовано 31 березня 2022 у Wayback Machine.]. — Затв. Наказом Міністерства енергетики та вугільної промисловості України 12.06.2013. — К.: Норматив, 2013. — 127 с.
- ДСТУ 4185-2003 Речовини вибухові промислові. Пакування, маркування, транспортування та зберігання.
- ДСТУ EN 13630-1:2007…ДСТУ EN 13630-12:2007 (EN 13630-1…EN 13630-12, IDT) Вибухові речовини для цивільного застосування. Детонувальні та вогнепровідні шнури. (у 12 частинах) — регламентують вимоги, методики перевірки та визначення характеристик детонувальних та вогнепровідних шнурів.
- ДСТУ EN 13631-1:2008…ДСТУ EN 13631-15:2008 (EN 13631-1…EN 13631-15, IDT) Вибухові речовини для цивільного застосування. Бризантні вибухові речовини. — регламентують вимоги, методики перевірки та визначення характеристик бризантних вибухових речовин.
- ДСТУ EN 13763-1:2008…ДСТУ EN 13763-22:2008 (EN 13763-1…EN 13763-1, IDT) Вибухові речовини для цивільного застосування. Детонатори та реле.
- ГОСТ 194-80 Дифениламин технический. Технические условия.
- ГОСТ 1028-79 Пороха дымные. Общие технические условия.
- ГОСТ 4117-78 Тротил для промышленных взрывчатых веществ. Технические условия.
- ГОСТ 12696-77 Вещества взрывчатые промышленные. Алюмотол. Технические условия.
- ГОСТ 21982-76 Вещества взрывчатые промышленные. Аммониты водоустойчивые предохранительные. Технические условия.
- ГОСТ 21984-76 Вещества взрывчатые промышленные. Аммонит № 6ЖВ и аммонал водоустойчивые. Технические условия.
- ГОСТ 21985-76 Вещества взрывчатые промышленные. Аммонал скальный № 1. Технические условия.
- ГОСТ 21986-76 Вещество взрывчатое промышленное. Детонит марки М. Технические условия.
- ГОСТ 21987-76 Вещества взрывчатые промышленные. Гранулиты. Технические условия.
- ГОСТ 21988-76 Вещества взрывчатые промышленные. Граммониты. Технические условия.
- ГОСТ 25857-83 Гранулотол. Технические условия.